# ورزشگاه ام صلال
ورزشگاه ام صلال یک ورزشگاه در قطر است که در شهرداری ام صلال واقع شده‌است.